# Мартин Секулич
Мартин Секулич (хорв. Martin Sekulić, нар. 4 січня 1999, Загреб) — хорватський футболіст, нападник російського клубу «Урал». Виступав також за низку хорватських і закордонних клубів. Володар Кубка Болгарії.

## Ігрова кар'єра
Мартин Секулич народився 1999 року в Загребі. Розпочав займатися футболом у юнацькій команді клубу ХАШК, пізніше займався у школі клубу «Хайдук» (Спліт). У 2018 році Секулич розпочав грати за основну команду клубу «Хрватскі Драговоляц», в якій виступав до 2019 року, взявши часть у 2 матчах чемпіонату. У 2019 році футболіст перейшов до клубу «Равніце», а в 2020 році став гравцем клубу «Кустошия». У другій половині 2020 року нападник перейшов до клубу «Осієк», проте за сезон провів лише 1 матч у першій команді клубу, виступаючи переважно за другий склад «Осієка».
У 2021 році Секулич удруге за кар'єру став гравцем клубу «Хрватскі Драговоляц», проте вже за короткий час став гравцем клубу «Рудеш», у якому став одним із кращих бомбардирів команди, відзначившись 13 забитими голами в 28 проведених матчах за клуб.
З 2022 до 2024 року хорватський нападник грав у складі болгарського клубу «Ботев» (Пловдив). У складі пловдивської команди футболіст у сезоні 2023—2024 років став володарем Володар Кубка Болгарії. З 2024 року Мартин Секулич грає у складі російської команди «Урал».

## Титули і досягнення
- Володар Кубка Болгарії (1):

«Ботев» (Пловдив): 2023–2024